# 鞠雅莲
鞠雅莲（1955年—），蒙古族，中华人民共和国政治人物、第十一届全国政协委员。
加入中国民主同盟，担任浙江省外贸厅副巡视员。2008年，当选第十一届全国政协委员，代表少数民族界，分入第四十九组。